# Scherfeck
Scherfeck ist eine Ortschaft in der Gemeinde Sankt Johann am Walde in Oberösterreich.
Der Ort befindet sich südöstlich von Sankt Johann am Walde. Am 1. Jänner 2024 zählte die Streusiedlung 64 Einwohner. Unbewohnte Teile des Ortes reichen in die Gemeinde Maria Schmolln, wo sich am Hang westlich von Scherfeck eine Jagdhütte befindet. Über Scherfeck verläuft der Europäische Fernwanderweg E10, der, von Frauschereck kommend, nach Maria Schmolln führt.